# Agrupación de Cofradías y Hermandades de la Ciudad de Jaén
La Agrupación de Cofradías y Hermandades de la Ciudad de Jaén, más comúnmente Agrupación de Cofradías de Jaén o simplemente Agrupación de Cofradías, es un organismo fundado en 1946 por las cofradías y hermandades de pasión existentes en la ciudad en tal año.
Su principal fin es «Organizar y coordinar las actividades de las hermandades o cofradías y fomentar una colaboración y buena relación entre ellas.» En 1998, se sumaron a la agrupación las cofradías de gloría. 
Actualmente, engloba a las cofradías fundadoras, además de las que con el tiempo se han ido integrando en su seno, conservando su función original.

## Listado de cofradías agrupadas
| Cofradía                                           | Año de fundación | Pasión/Gloria |
| -------------------------------------------------- | ---------------- | ------------- |
| Archicofradía Sacramental de San Ildefonso         | 1523             | Gloria        |
| Cofradía de Nuestra Señora de la Cabeza            | 1526             | Gloria        |
| Cofradía de la Santísima Virgen Blanca             | 1527             | Gloria        |
| Congregación de la Vera-Cruz                       | 1541             | Pasión        |
| Cofradía de la Soledad                             | 1556             | Pasión        |
| Congregación del Santo Sepulcro                    | 1580             | Pasión        |
| Cofradía de Nuestro Padre Jesús Nazareno           | 1594             | Pasión        |
| Archicofradía de la Divina Pastora de las Almas    | 1595             | Gloria        |
| Cofradía del Cristo de Charcales                   | Siglo XVII       | Gloria        |
| Cofradía de Nuestra Señora del Carmen              | 1623             | Gloria        |
| Hermandad de la Expiración                         | 1761             | Pasión        |
| Cofradía de Nuestra Señora de la Capilla           | 1926             | Gloria        |
| Cofradía de la Buena Muerte                        | 1926             | Pasión        |
| Cofradía de la Virgen del Carmen y de Ánimas       | 1941             | Gloria        |
| Cofradía de la Clemencia                           | 1945             | Pasión        |
| Hermandad de la Borriquilla                        | 1946             | Pasión        |
| Cofradía de los Estudiantes                        | 1946             | Pasión        |
| Cofradía del Resucitado                            | 1952             | Pasión        |
| Cofradía del Perdón                                | 1952             | Pasión        |
| Hermandad del Silencio                             | 1955             | Pasión        |
| Cofradía de Santa Catalina de Alejandría           | 1964             | Gloria        |
| Hermandad de la Estrella                           | 1982             | Pasión        |
| Hermandad de Nuestra Senora del Rocío              | 1982             | Gloria        |
| Hermandad de la Amargura                           | 1984             | Pasión        |
| Cofradía de Jaén del Santísimo Cristo de Chircales | 1994             | Gloria        |
| Cofradía del Cristo del Perdón de la Asomada       | 1996             | Gloria        |
| Hermandad de la Santa Cena                         | 1998             | Pasión        |
| Hermandad de la Caridad                            | 2012             | Pasión        |
| Hermandad del Cautivo                              | 2012             | Pasión        |
| Hermandad del Divino Maestro                       | 2015             | Pasión        |
| Hermandad del Gran Poder                           | 2017             | Pasión        |
| Hermandad de la Lanzada                            | 2023             | Pasión        |
| Hermandad de la Sentencia                          | 2024             | Pasión        |

## Cofradías y Hermandades de Gloria
Además de las hermandades de Pasión que procesionan en la Semana Santa jiennense, existen otras tantas hermandades sacramentales que realizan multitud de actos a lo largo de todo el año. Estas son:
- Primitiva, Antigua e Ilustre Archicofradía Sacramental de la Basílica Menor de la Sacra Iglesia Parroquial de San Ildefonso: fundada en 1523, es la más antigua de cuantas cofradías hay en Jaén. Su fiesta principal es el 23 de enero, onomástica de San Ildefonso, el titular de su sede canónica, celebrándose previamente un triduo.

- Antigua y Real Cofradía de la Stma. Virgen de la Cabeza: cofradía filial de la de Andújar, reside en la Iglesia de la Merced. Realiza una procesión con una copia de la Virgen por las calles de la feligresía y una romería.

- Cofradía de la Santísima Virgen Blanca: fundada en 1527, era una cofradía puramente hortelana. Reside en la iglesia de Santa María, Madre de la Iglesia, desde donde realiza una romería el tercer domingo de septiembre hasta la pequeña ermita donde se guarda la imagen original.

- Ilustre, Fervorosa y Muy Antigua Hermandad de la Pura y Limpia Concepción de María y Archicofradía de la Divina Pastora de las Almas: conocida como la Pastora, es una cofradía de gloria fundada en 1595 que reside en Basílica Menor de San Ildefonso. Realiza una procesión por el casco antiguo el primer domingo de septiembre. Es de destacar el revoloteo de banderas.

- Cofradía del Santísimo Cristo de Charcales: más conocido como el Cristo del Arroz, reside en la parroquia de la Inmaculada y San Pedro Pascual. Realiza una romería a las afueras de la ciudad el segundo domingo de mayo.

- Primitiva, Antigua, Muy Ilustre y Real Cofradía de Nuestra Señora del Carmen: cofradía afiliada a la orden del Carmen, fue fundada en 1600, y reside en la Iglesia de San Juan y San Pedro. Realiza una procesión por el casco antiguo cada 16 de julio.

- Ilustre, Pontificia y Real Cofradía de Nuestra Señora de la Capilla, Patrona Principal y Alcaldesa Mayor de la Ciudad de Jaén: fundada en el siglo XVI, da culto a una imagen anónima de la Virgen con el Niño para rememorar la bajada de la Virgen a la ciudad. Realiza una procesión por el casco antiguo desde la iglesia de san Ildefonso cada 11 de junio.

- Ilustre Cofradía de la Virgen del Carmen y de Ánimas, de la Orden del Carmelo Descalzo: cofradía fundada en 1941 en la parroquia de San Bartolomé, por el estamento docente de la ciudad. No realiza ningún culto externo.

- Cofradía de Santa Catalina de Alejandría: cofradía medieval refundada en 1964,[17] da culto a la copatrona de Jaén, Santa Catalina de Alejandría. Su sede es la iglesia de San Pedro Pascual, desde donde se hace una romería hasta el Castillo el 25 de noviembre si es festivo o el domingo más próximo.[12]

- Hermandad Nuestra Señora del Rocío de Jaén: cofradía filial de la de Almonte, fundada 1983. Reside en la parroquia de San Juan de la Cruz, desde donde peregrina en Pentecostés hacia la localidad onubense.

- Cofradía de Jaén del Santísimo Cristo de Chircales: cofradía hermana de la de Valdepeñas que venera el lienzo sito en esta localidad. Fundada en 1867 y refundada en 1987, reside en la parroquia de San Juan de la Cruz.

- Cofradía Santísimo Cristo del Perdón de la Asomada: cofradía hortelana fundada en el siglo XVIII y refundada en 1981, reside en la parroquia de Santa Cristina, de la zona conocida como el puente de la Sierra. Cada 24 de junio o el domingo siguiente saca en romería a un pequeño crucificado.

|                |
| Virgen Blanca. |

|                 |
| Divina Pastora. |

|                                |
| Virgen del Carmen de San Juan. |

|                       |
| Virgen de la Capilla. |

|                             |
| Virgen del Carmen y Ánimas. |

Desaparecidas
- Cofradía de Nuestra Señora de los Reyes y san Benedicto de Palermo: Era la Cofradía de los «Negros». Fue fundada en 1600 por Juan Cobo, un esclavo liberto. Acogía a personas procedentes del comercio de esclavos, africanos y mulatos en general. Tuvo su sede en la basílica de san Ildefonso. Desapareció a mitad del siglo XVII.[18]